# Marek Rębacz

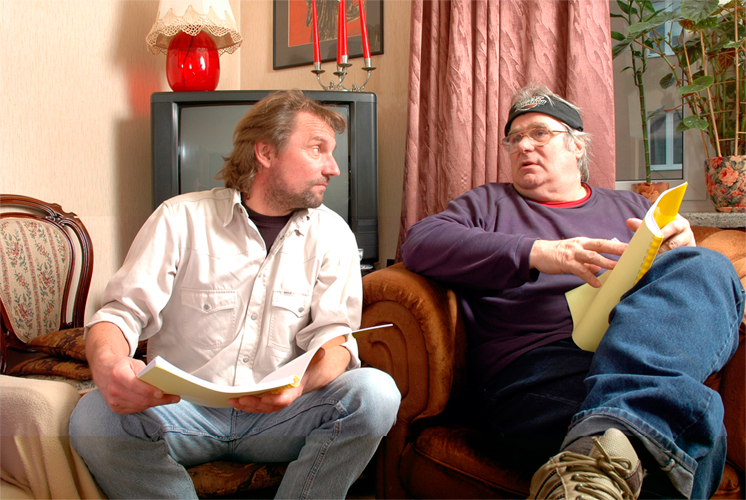
Marek Rębacz i Marek Perepeczko podczas próby

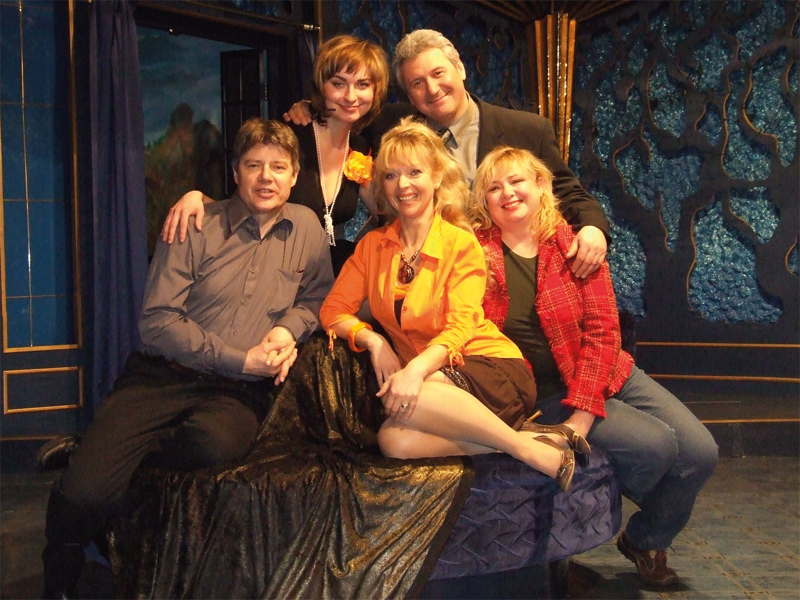
Obsada "Wieruszki"

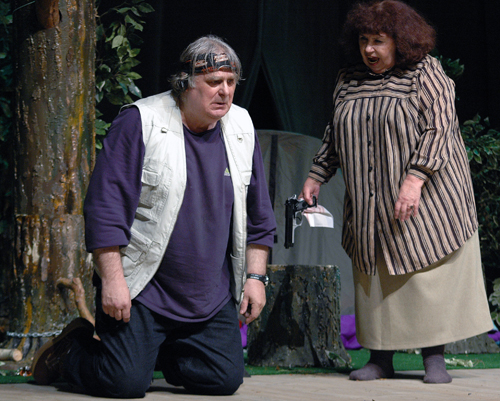
Spektakl "Płeć Przeciwna"

Marek Rębacz (ur. 21 czerwca 1958 w Mniszku) – dramaturg, scenarzysta, reżyser.

## Twórczość
W wieku 20 lat zadebiutował tekstem „Najbliższy samolot do Nowego Jorku" zakupionym przez TVP w 1981 roku. Z powodu stanu wojennego nie doszło jednak do realizacji projektu.
Prawdziwa działalność teatralna rozpoczęła się w roku 1993 po powrocie Rębacza ze Stanów. W Teatrze Telewizji TVP powstały pierwsze realizacje sztuk Rębacza („Żegnaj Kochanie”, „Pajęczyna”, „Ciemno”, „Miki”). W roku 1999 wraz z żoną Anną założyli przedsiębiorstwo AR Production zajmujące się produkcją teatralną. Rok później przedsiębiorstwo zostało przekształcone w Teatr Niepoprawny. W latach 2006–2007 małżeństwo Rębaczów tworzyło program „Polska Scena Komediowa”, starając się promować polską dramaturgię komediową.
W roku 1997 powstała sztuka „Dwie morgi utrapienia” wystawiana na deskach teatru Kwadrat do dziś. Spektakl został zagrany ponad 500 razy i jest obecnie najdłużej graną, na scenie jednego teatru, polską komedią współczesną w historii polskiego teatru.
W roku 2000 powstała sztuka „Atrakcyjny pozna panią…", która została zagrana ponad 150 razy na terenie Polski oraz była kilkakrotnie wystawiana w Stanach Zjednoczonych w Chicago oraz Nowym Jorku.
W roku 2004 na podstawie sztuki „Atrakcyjny pozna panią…” powstał film fabularny o tym samym tytule w całości sfinansowany przez rodzinę Rębaczów.
Większość sztuk napisanych przez Rębacza zostało wyprodukowanych z prywatnych pieniędzy małżeństwa Rębaczów. Autor także sam opracowywał i niejednokrotnie wykonywał scenografie do swoich spektakli.
Teksty Rębacza reżyserowali tacy twórcy jak Jan Kobuszewski, Janusz Majewski, Marek Perepeczko.
W roku 2002 na podstawie sztuki „Dwie morgi utrapienia” powstał film fabularny „Zróbmy sobie wnuka” w reżyserii Piotra Wereśniaka. Nie zgadzając się ze zmianami wprowadzonymi samowolnie przez reżysera, Rębacz wycofał swoje nazwisko z produkcji.
Rębacz przez wszystkie lata swojej działalności teatralnej współpracował z największymi nazwiskami polskiego teatru i filmu, takimi jak Marek Perepeczko, Roman Kłosowski, Andrzej Grabowski, Zofia Merle, Witold Pyrkosz, Krzysztof Kiersznowski, Olaf Lubaszenko, Krzysztof Cugowski, Jacek Chmielnik, Andrzej Grabarczyk, Joanna Brodzik, Mirosław Konarowski czy Magda Wójcik.

## Utwory
- Dobrze zaplanowany zbieg okoliczności - komedia kryminalna, Teatr Praga w Warszawie/Polska Scena Komediowa, premiera styczeń 2011
- Diabli mnie biorą - komedia, Teatr Nowy w Łodzi/Polska Scena Komediowa; Reż. M. Rębacz, 2010
- Ciemno - powieść satyryczna, 2009
- Wyspy Zdobyte - dramat o młodej, polskiej emigracji, 2009
- Wieruszka – komedia, Teatr Capitol, Warszawa; Reż. M. Rębacz, 2008
- Ciemno (Głodne – komedia, Teatr im. Adama Mickiewicza w Częstochowie/Polska Scena Komediowa M. Rębacza; Reż. M. Rębacz, 2007
- Kochanie, posadź Jumbo Jetta - komedia, Lubuski Teatr im. L. Kruczkowskiego w Zielonej Górze; Reż. M. Rębacz, 2006
- Wieruszka - komedia obyczajowa, Polska Scena Komediowa; Reż. M. Rębacz, 2005
- Egzekutor – komedia, Lubuski Teatr im. L. Kruczkowskiego w Zielonej Górze; Reż. M. Rębacz, 2005
- Płeć przeciwna - komedia, Teatr Niepoprawny; Reż. M. Rębacz, 2004
- Dwie morgi utrapienia - komedia, Scena Polska Czeskiego Teatru w Cieszynie Czeskim; 2005
- Atrakcyjny pozna panią… – film fabularny na podstawie sztuki „Atrakcyjny pozna panią…”), AR Production; Reż. M. Rębacz, 2004
- Dwie morgi utrapienia - komedia, Teatr Dramatyczny im. Jerzego Szaniawskiego w Płocku; Reż. M. Perepeczko 2003
- Dwie morgi utrapienia - komedia, Teatr im. Adama Mickiewicza w Częstochowie; Reż. J. Kobuszewski/M. Perepeczko, 2003
- Zróbmy sobie wnuka - film fabularny na motywach sztuki „Dwie morgi utrapienia”; Reż. P. Wereśniak, 2002
- Maciejowe podwórko - komedia, Teatr Niepoprawny; Reż. M. Rębacz, 2002
- Atrakcyjny pozna panią… - komedia, Teatr Niepoprawny; Reż. M. Rębacz, 2002
- Egzekutor - komedia, Teatr Wybrzeże, Gdańsk, 2001
- Dwie morgi utrapienia - komedia, Teatr im. Św. Jakuba, Lublana, Słowacja, 2000
- Egzekutor - komedia, Teatr Niepoprawny – Teatr Komedia; Reż. M. Rębacz, 1999
- Egzekutor - komedia, Teatr im. Juliusza Osterwy w Lublinie; Reż. Z. Sztejman, 1997
- Dwie morgi utrapienia - komedia, Teatr Kwadrat; Reż. Jan Kobuszewski, 1997
- Miki – Teatr Telewizji; Reż. Janusz Majewski, 1996
- Pajęczyna – Teatr Telewizji; Reż. W. Nowak, 1996
- Ciemno – Teatr Telewizji; Reż. J. Majewski, 1995
- Żegnaj kochanie (dawniej "Najbliższy samolot do Nowego Jorku") – Teatr Telewizji; Reż. W. Wójcik, 1995